# 鹿子木灯
鹿子木 灯（かなこぎ ともり）は、日本の漫画家。熊本県在住。旧名は今村 朝希（いまむら あさき）。

## 作品リスト
- ぼっち日和。。（月刊ComicREX、一迅社、全2巻、「今村朝希」名義）
- 福々鈴音のまねきねこ（2015年09月15日 Web公開）
- 華猫茶屋の鈴鳴さん web公開
- ネガティブ使い魔幸森さん 読み切り作品（コミックキューン2016年2月号）
- つくろぐ。 （コミックキューン2016年5月号 - 2017年7月号、KADOKAWA、全1巻、「今村朝希」名義）
- 今日どこさん行くと？ （コミックキューン2018年2月号および3月号ゲスト掲載、2018年4月号 - 2020年1月号、KADOKAWA、全3巻、以後「鹿子木灯」名義）[1]
- 私の魅力がわからんと！？  （2020年7月1日、ネッツトヨタ熊本チャンネルにて第1話公開）[1][2]
- 子飼商店街のこよみさん
- のら旅。〜好きある所に道はある〜（『コミックキューン』2024年10月号[3] - 連載中、既刊2巻）